# Soditan
Soditan is een bestuurslaag in het regentschap Rembang van de provincie Midden-Java, Indonesië. Soditan telt 4652 inwoners (volkstelling 2010).